# Esther Roper
Esther Roper (4 août 1868 - 28 avril 1938) est une activiste britannique, suffragiste et militante pour la justice sociale, l'égalité femme-homme dans l'emploi et le droit de vote des femmes de la classe ouvrière.

## Biographie
Esther Gertrude Roper est la fille d'Edward Roper, un ouvrier devenu missionnaire, et d'Annie Roper, fille d'immigrants irlandais. Elle est éduquée par la Church Missionary Society. Elle devient l'une des premières femmes à intégrer le Owens College de Manchester. En 1886, elle est admise dans le cadre d'un programme d'essai visant à déterminer si les femmes peuvent étudier sans nuire à leur santé mentale ou physique. En 1897, elle cofonde avec Marion Ledward, Iris, un bulletin d’informations destiné aux étudiantes. Éditée deux fois par an jusqu'en 1894, la publication met en avant les barrières qui entourent l'éducation des femmes et encourage la mise en réseau des étudiantes actuelles et anciennement diplômées.
En 1891, Esther Roper obtient un baccalauréat spécialisé en latin, littérature anglaise et économie politique. Elle continue d'entretenir des liens avec le Owens College en devenant une membre éminente de la Social Debating Society, société de débat social réservée aux femmes. En 1895, elle aide à établir la colonie universitaire de Manchester à Ancoats pour offrir des possibilités d'éducation et d’accès à la culture aux travailleurs pauvres de la région. En 1896, elle a été élue membre du comité exécutif.
La même année, souffrant d'épuisement, Esther Roper passe ses vacances à la maison d'hôtes de l'écrivain écossais George Macdonald en Italie. Elle y fait la rencontre de la poétesse et aristocrate irlandaise Eva Gore-Booth. Eva Gore-Booth renonce alors à une vie de privilège pour emménager avec sa compagne dans une maison mitoyenne de Rusholme, à Manchester. Esther Roper écrit plus tard à propos de leur rencontre en Italie : «Pendant des mois, nous avons passé des journées à marcher et à parler à flanc de colline au bord de la mer. Chacune était attirée par le travail et les pensées de l'autre, et nous sommes rapidement devenus des amies et des compagnes pour la vie. »
En 1913, Esther Roper et Eva Gore-Booth s'installent à Londres pour la santé d'Eva.
Esther Roper décède d'une insuffisance cardiaque chez elle en avril 1938. Elle est enterrée le 30 avril aux côtés d'Eva Gore-Booth au cimetière de St John, à Hampstead, avec une citation de la poétesse grecque et icône lesbienne Sappho gravée sur leur pierre tombale. Constance Markievicz, la sœur d'Eva Gore-Booth, a écrit d'elle : «Plus on la connaît, plus on l'aime, et je suis tellement reconnaissante de son amour pour Eva ».

## Genre et sexualité
En 1916, en compagnie de la femme transgenre Irene Clyde, Esther Roper et Eva Gore-Booth  fondent Urania, une revue à diffusion privée qui vise a exprimer leurs idées novatrices sur le genre et la sexualité. Publié six fois par an, le magazine contient des articles de presse nationaux et internationaux, ainsi que des articles originaux,,.

## Suffrage féminin
De 1893 à 1905, Esther Roper occupe le poste de secrétaire de la Société nationale de Manchester pour le suffrage des femmes (MNSWS). Elle est connue pour avoir redynamisé le travail de l'organisation qui manquait de ligne de conduite depuis le décès de l'ancienne secrétaire, Lydia Becker. Esther Roper élargi la portée de la campagne pour le droit de vote des femmes, détournant l'attention des intérêts des femmes de la classe moyenne vers la recherche active de la participation des femmes de la classe ouvrière en tant que signataires et conférencières. En 1897, le MNSWS devient la North of England Society for Women's Suffrage (NESWS) et intègre l'Union nationale des sociétés de suffrage féminin.
À la fin des années 1890 et au début des années 1900, Esther Roper et Eva Gore-Booth participent à l’organisation de réunions publiques, de manifestations et de délégations au parlement. Pour elles, les moyens de subsistance des femmes sont un enjeu majeur. Celles-ci doivent être capables de prendre leurs propres décisions quant à la façon dont elles travaillent. Ainsi, l’absence du droit de vote des femmes travailleuses les laissent sans défense. En 1900, elles fondent et éditent le Women's Labour News. Cette publication trimestrielle destinée à réunir les travailleuses est publiée jusqu'en 1904,.
En 1903, le couple fonde le Comité de représentation des travailleuses du textile et autres travailleuses du Lancashire et du Cheshire, à l’origine de la campagne du premier candidat au suffrage féminin lors des élections générales. En 1905, Esther Roper devient secrétaire de la National Industrial & Professional Women's Suffrage Society. À partir de 1906, Esther Roper et Eva Gore-Booth prennent leurs distances avec l'Union sociale et politique des femmes de Pankhurst. Elles sont alors en désaccord avec l'utilisation de leurs interventions militantes parfois violentes. Le duo reproche également à Emmeline Pankhurst son manque d’implication en faveur des droits des femmes de la classe ouvrière,.

## Première Guerre mondiale
Esther Roper et Eva Gore-Booth se positionnent comme des pacifistes de premier plan pendant la Première Guerre mondiale, travaillant au Comité international des femmes pour la paix permanente. Elles ont entre autres aidé et soutenu les épouses et les enfants d’objecteurs de conscience emprisonnés. Après la guerre, elles deviennent membres du Comité pour l'abolition de la peine capitale et œuvrent pour la réforme des prisons.

## Dernières années
Après la mort d'Eva Gore-Booth en 1926, Esther Roper travaille à la préservation de la mémoire de sa compagne. Elle édite et présente The Poems of Eva Gore-Booth (1929) et The Prison Letters of Countess Markievicz (1934). Esther Roper demande à l'artiste Ethel Rhind de créer un vitrail commémorant la vie d'Eva. Celui-ci est dévoilé en juin 1928 lors de la réouverture du bâtiment de l’University Settlement Roundhouse sur Every Street à Ancoats. La Roundhouse est démolie en 1986, date à laquelle la fenêtre avait été perdue ou volée.
Au cours des années suivantes, Esther Roper poursuit sa campagne de justice sociale. Elle signe un certain nombre de lettres pour le journal The Times avec comme principal sujet d’intérêt l’égalité de traitement entre femmes et hommes dans l’emploi.

## Hommage
Le nom et la photographie d’Esther Roper sont associés à ceux de 58 partisans du droit de vote des femmes sur le socle de la statue de Millicent Fawcett, située sur la place du Parlement à Londres, et dévoilée en 2018,,.